# Diana Elles, Baroness Elles
Diana Louie Elles, Baroness Elles (* 19. Juli 1921; † 17. Oktober 2009) war eine britische Politikerin. Elles war eine Repräsentantin Großbritanniens bei der UNO. Seit dem 2. Mai 1972 war sie Life Peer. Sie gehörte von 1972 bis 1975 sowie von 1979 bis 1989 dem Europäischen Parlament an.

## Leben
Diana Elles wurde als Tochter von Colonel Stewart Newcombe geboren und wurde zuerst auf einer Londoner Privatschule unterrichtet und ging später auf Privatschulen in Paris und Florenz. Anschließend kehrte sie nach London zurück, um die University of London zu besuchen, wo sie 1941 mit einem Bachelor of Arts in Französisch und Italienisch abschloss. Von 1941 bis 1945 diente sie für die Women Airforce Service Pilots (WASP) als eine der Frauen in Bletchley Park an der dortigen Government Code and Cypher School (GC&CS) und wurde 1944 zur Offizierin ernannt.
Im Jahr 1956 wurde sie von der Anwaltskanzlei Lincoln’s Inn als freiwillige Mitarbeiterin in Kennington zugelassen. Sie arbeitete dort bis 1972, als sie als Vertreterin Großbritanniens an der Generalversammlung der Vereinten Nationen teilnahm. Von 1973 bis 1974 gehörte sie einem Ausschuss an, der sich gegen Diskriminierung richtete. Von 1973 bis 1979 war sie Vorsitzende der Europäischen Gemeinschaft der Frauen (European Union of Women). Außerdem war sie von 1972 bis 1975 sowie von 1979 bis 1989 Vertreterin Großbritanniens im Europäischen Parlament.
Sie war seit 1945 mit Neil Patrick Moncrieff Elles verheiratet, mit dem sie einen Sohn und eine Tochter hatte. Elles starb am 17. Oktober 2009 im Alter von 88 Jahren.

## Werke
- The Housewife and The Common Market (1971)
- Procedural Aspects of Competition Law (1975)
- UN Human Rights of Non-Citizens (1984)
- Legal Issues of the Maastricht Treaty (1995)
- European and World Trade Law (1996)